# Ciclul solar 11

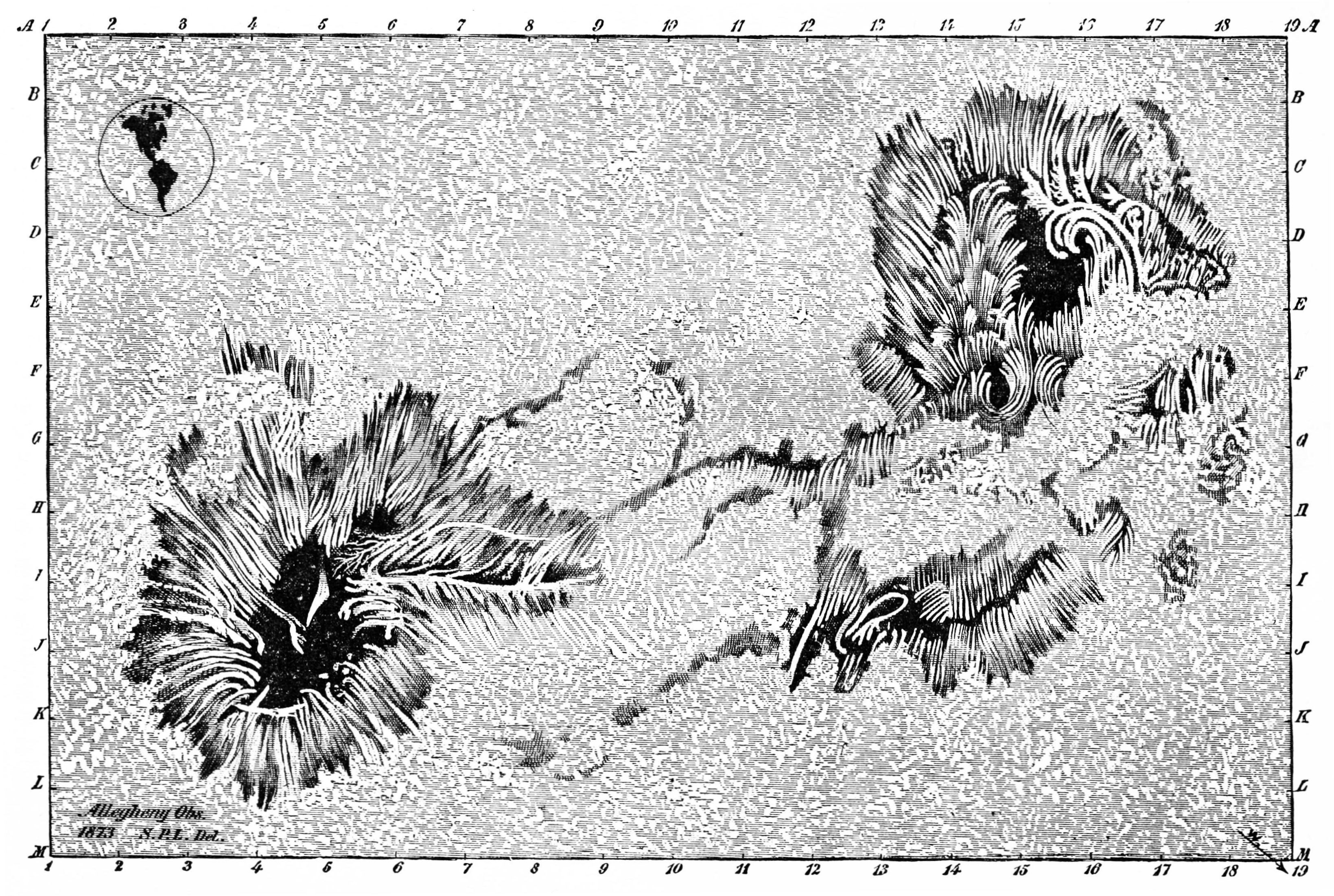
Pete solare observate în timpul ciclului solar 11 (1873)

Ciclul solar 11 este al unsprezecelea ciclu solar din 1755, data începerii urmăririi extensive a activității și petelor solare. A început în 1867 și s-a încheiat în 1878. Ciclul solar a durat 11,8 ani, începând în martie 1867 și încheindu-se în decembrie 1878. Numărul maxim ponderat de pete solare observat în timpul ciclului solar a fost de 234,0 (august 1870), iar minimul inițial a fost de 9,9. În timpul tranzitului minim de la ciclul solar 11 la 12, au existat în total 1.028 de zile fără pete solare (cea mai mare valoare înregistrată până în prezent pentru orice ciclu de tranzit).
În octombrie 1870, februarie 1872 și august 1872 au fost observate manifestări aurorale puternice.